# Luka Rus
Luka Rus (tudi Russ), slovenski pravnik, * (?) 1767, Mirna Peč, † 5. julij 1836, Ljubljana.
Rus je leta 1796 postal odvetnik v Ljubljani. Francoski intendant za Kranjsko de Moussaye je v oktobru 1811 izvedel preoblikovanje zemljiškega davka po Rusovih predlogih. Rus je bil 13. januarja 1812 imenovan za člana začasne ljubljanske občinske uprave. Po preoblikovanju mestne uprave pa ponujenega županskega mesta iz neznanih vzrokov ni sprejel.